# Посушье (община)
Община Посушье (босн. и хорв. Općina Posušje, серб. Општина Посушје) — боснийская община, расположенная в Западногерцеговинском кантоне Федерации Боснии и Герцеговины. Административным центром является Посушье.

## Население
По предварительным данным переписи в конце 2013 года население общины составляло 20 698 человек. По данным переписи населения 1991 года, в 36 населённых пунктах общины проживали 17 134 человека.